# Guêpier à tête noire
Merops breweri
Espèce
Synonymes
- Meropogon Breweri (Protonyme)

Statut de conservation UICN

 LC  : Préoccupation mineure
Le Guêpier à tête noire (Merops breweri) est une espèce d'oiseaux appartenant à la famille des Meropidae. 
C'est une espèce monotypique (non subdivisée en sous-espèces).
Son épithète spécifique rend hommage au naturaliste américain, Thomas Mayo Brewer.

## Répartition
Son aire de répartition s'étend sur l'Afrique centrale, le Nigeria et la Côte d'Ivoire.